# All Footballers' Confederation Leopards Sports Club
O All Footballers' Confederation Leopards Sports Club é um clube de futebol com sede em Nairobi, Quênia. A equipe compete no Campeonato Queniano de Futebol.

## História
O clube foi fundado em 1964.